# Benezit Dictionary of Artists
Il Benezit Dictionary of Artists (in francese, Bénézit: Dictionnaire des peintres, scultores, dessinateurs et graveurs) è un'ampia pubblicazione con informazioni bibliografiche su pittori, scultori, designer e incisori creata principalmente per musei d'arte, case d'asta, storici e mercanti. È stato pubblicato da Éditions Gründ a Parigi ma è stato venduto alla Oxford University Press.
Pubblicato per la prima volta in lingua francese in tre volumi tra il 1911 e il 1923, il dizionario è stato creato da Emmanuel Bénézit (1854–1920) e da un team di specialisti internazionali con l'assistenza di suo figlio, il pittore Emmanuel-Charles Bénézit (1887–1975) e la figlia Marguerite Bénézit. Dopo la morte di Emmanuel Bénézit i curatori furono Edmond-Henri Zeiger-Viallet (1895–1994) e il pittore Jacques Busse (1922–2004); il giovane Bénézit aveva già lasciato Parigi e si era trasferito in Provenza. L'edizione successiva fu una serie di otto volumi pubblicata tra il 1948 e il 1955, seguita da una serie di dieci volumi nel 1976 e da una serie di 14 volumi nel 1999. Nel 2006 è stata pubblicata per la prima volta un'edizione in lingua inglese: è una serie di 14 volumi, con più di 20.000 pagine e oltre 170.000 voci.

## Consultazione online
Dal 2011, a pagamento, è possibile accedere al contenuto del Benezit online su Oxford Art Online. L'accesso gratuito è disponibile per gli utenti di alcune biblioteche pubbliche del Regno Unito.

## Edizioni

### In francese
- Benezit Dictionnaire des Peintres, Sculpteurs, Dessinateurs, et Graveurs, Oxford University Press, 2010, ISBN 978-0199773794. (14 volumi)
- Dictionnaire critique & documentaire des peintres sculpteurs dessinateurs & graveurs, Gründ/Hilmarton Manor Press, 1999, ISBN 9782700030105. (14 volumi)
- Dictionnaire critique et documentaire des peintres, sculpteurs, dessinateurs et graveurs de tous les temps et de tous les pays, Gründ, 1976, ISBN 9782700001495. (10 volumi)

### In inglese
- Benezit Dictionary of Artists, Oxford University Press, 2010, ISBN 978-0199773787. (14 volumi)
- Benezit Dictionary of Artists, Librairie Gründ, 2006, ISBN 978-2700030709. (14 volumi)
- The Benezit Dictionary of British Graphic Artists and Illustrators (Oxford University Press, 2012, 2 volumi)